# Лемнос (аеропорт)
Міжнародний аеропорт Лемнос (грец. Κρατικός Αερολιμένας Λήμνου) (IATA: LXS, ICAO: LGLM) — аеропорт на острові Лемнос, Греція. Аеропорт було відкрито у 2001

## Авіакомпанії та напрямки, вересень 2019
| Авіакомпанія         | Пункт призначення                                 |
| -------------------- | ------------------------------------------------- |
| Aegean Airlines      | Сезонний: Афіни                                   |
| Astra Airlines       | Ікарія, Салоніки                                  |
| British Airways      | Сезонний чартер: Лондон-Хітроу                    |
| Olympic Air          | Афіни                                             |
| Sky Express          | Афіни, Мітилена, Хіос, Родос Самос                |
| Thomas Cook Airlines | Сезонний чартер: Лондон-Гатвік (з 25 травня 2020) |